# Lawrence G. Blochman
Œuvres principales
- La Malle de Bombay (1934)

Lawrence G. Blochman (San Diego, Californie, 17 février 1900 - New York, 22 janvier 1975 ) est un journaliste, un scénariste et un auteur américain de roman policier.

## Biographie
Fils d'un banquier, Lawrence G. Blochman s'intéresse très tôt au journalisme. Il couvre d'abord les activités sportives de son collège pour un journal de San Diego, et plus tard, pendant les étés entre ses années à l'Université de Californie à Berkeley, il devient reporter de faits judiciaires et criminels.
Dans les années 1920, il voyage autour du globe et occupe successivement des postes de rédacteur ou de correspondant étranger à Tokyo, Hong Kong, Shanghai et Calcutta. Il séjourne aussi à Paris, où il rédige des articles pour l'édition française du Chicago Tribune. De 1923 à 1925, il vit à Nice, mais retourne quelques mois à San Diego en 1924 pour être rédacteur en chef du Sun. À partir de 1925, il réside de nouveau dans la Ville-lumière et travaille au Paris Times ; l'année suivante, il y épouse sa femme, Marguerite Maillard. Sa vie durant, il garde une affection toute particulière pour la France, appréciant tout particulièrement sa cuisine et ses vins. Sa parfaite connaissance du français lui permettra d'ailleurs de traduire des auteurs francophones, dont Georges Simenon et Cecil Saint-Laurent. 
À partir de 1928, Blochman se consacre à l'écriture de nouvelles et de romans de littérature policière, mais accepte encore volontiers des missions de correspondant, notamment au Guatemala en 1931, et à Paris en 1959. Il est également scénariste à Hollywood pour la Universal Pictures de 1933 à 1934, puis à la radio et à la télévision. Pendant la Seconde Guerre mondiale, il devient agent du US Office of War Information et directeur de programmes radio. 
En 1934, il publie La Malle de Bombay, où apparaît l'inspecteur Leonidas Prike, héros des trois premiers romans policiers de Blochman, dont les intrigues, mâtinées d'espionnage, ont pour toile de fond l'Inde coloniale britannique. Bombay Mail devient un film de Edwin L. Marin l'année-même de sa publication (les droits ayant été achetés avant la parution de roman). L'acteur Edmund Lowe y tient le rôle de l'inspecteur Pryke, rebaptisé Dyke. 
À partir des années 1940, les États-Unis sont plus souvent le cadre des romans et des quelque cent nouvelles de l'auteur. De cette abondante production, une vingtaine de nouvelles et un roman sont consacrés aux enquêtes du « personnage le plus intéressant créé par Blochman », le Dr Daniel Webster Coffee, psycho-pathologiste et spécialiste de médecine légale, qui est assisté par l'étrange Dr Motilal Mookerji de la faculté de médecine de Calcutta. Ce duo de détectives scientifiques, qui trouvent les résolutions à des énigmes complexes au fond des éprouvettes et des fioles de leur laboratoire, peuvent être considérés comme des émules du Dr Thorndyke de R. Austin Freeman. En 1960, la série télévisée Diagnosis: Unknown (en) permet aux acteurs Patrick O'Neal et Cal Bellini (arz) d'incarner respectivement les Dr Coffee et Mookerji au petit écran. 
Président du Mystery Writers of America en 1948, Blochman cesse d'écrire peu avant sa mort en 1975. Sa femme lui survit jusqu'en 1991.

## Œuvre

### Romans

#### SérieInspecteur Prike
- Bombay Mail (1934) Publié en français sous le titre La Malle de Bombay, Paris, Librairie des Champs-Élysées, Le Masque no 188, 1935 ; réimpression 1948
- Bengal Fire (1937) Publié en français sous le titre Une couronne pour la mariée, Paris, Éditions des Loisirs, coll. Le Yard, 1952
- Red Snow at Darjeeling (1938) Publié en français sous le titre Du sang sur la neige, Paris, Éditions des Loisirs, coll. Le Yard, 1953

#### SérieDrCoffee
- Recipe for Homicide : a Dr Coffee Mystery (1952)

#### Autres romans
- Midnight Sailing (1939) Publié en français sous le titre Le gang embarque à minuit, Paris, Éditions des Loisirs, coll. Le Yard, 1951
- Blow-Down : a story of Murder in the Tropics Blowdown (1940)
- Wives to Burn (1940) Publié en français sous le titre Épouses à brûler, Paris, Éditions des Loisirs, coll. Le Yard, 1953
- Death Walks in Marble Halls ou Murder Walks in Marble Halls (1942) Publié en français sous le titre La Ville fantôme, Paris, Ferenczi, coll. Le Verrou no 139, 1956
- See You at the Morgue (1945) Publié en français sous le titre L'assassin n'est qu'un pauvre type, Paris, Morgan, Série rouge no 24, 1948
- Pursuit (1951) Publié en français sous le titre Ne kidnappez pas l'héritière, Paris, Ferenczi, coll. Le Verrou no 110, 1955
- Rather Cool for Mayhem (1952)

### Nouvelles

#### Recueils de nouvelles de la sérieDrCoffee
- Diagnosis : Homicide (The Casebook of Dr Coffee) (1950)
- Clues for Dr Coffee : A second Casebook (1964)

#### Nouvelles de la sérieDrCoffee
- But the Patient Died (1947) Publié en français sous le titre Mais la malade est mort, Paris, Fayard, Le Saint détective magazine no 7, septembre 1955
- Catfish Story ou Sleepwalker (1948) Publié en français sous le titre La Chatte et les Poissons, dans Histoires sidérantes, Paris, Presses-Pocket no 1821, 1982
- Rum for Dinner (1948)
- The Phantom Cry-Baby (1948)
- Deadly Backfire (1949)
- Brood of Evil (1949)
- Diagnosis Deferred (1949)
- Murder Behind Schedule (1949)
- The Swami of Northbank (1950) Publié en français sous le titre Rayons de secours, Paris, Opta, Mystère Magazine no 98, mars 1956
- The Half-Naked Truth (1950)
- Kiss of Kandahar ou A Kiss for Belinda (1951)
- Calendar Girl (1952) Publié en français sous le titre Planches de salut, Paris, Opta, Mystère Magazine no 92, septembre 1955
- If You Want to Get Killed (1955) Publié en français sous le titre Coup bas, Paris, Opta, Mystère Magazine no 118, novembre 1957
- The Square of the Hypotenuse (1955)
- A Case of Poetic Justice ou Stacked Deck (1956) Publié en français sous le titre Justice immanente, Paris, Opta, Mystère Magazine no 178, novembre 1962
- The Man Who Lost His Taste ou A Taste for Tea (1958) Publié en français sous le titre Erreur de goût, Paris, Opta, Mystère Magazine no 142, novembre 1959
- Murder in a Motel (1959) Publié en français sous le titre Plein gaz, Paris, Opta, Mystère Magazine no 152, septembre 1960
- Old Flame (1959)
- The Wolf and the Wayward Wac (1963) Publié en français sous le titre La Rousse accueillante, Paris, Opta, Mystère Magazine no 192, janvier 1964
- Young Wife (1963)
- The Killer With No Fingers (1964) Publié en français sous le titre Le Tueur aux doigts lisses, Paris, Opta, L'Anthologie du mystère no 6, mars 1965
- Goodbye, Stranger (1964)
- Wrong-Way Tosca (1964)
- Death by Drowning ? (1965) Publié en français sous le titre Par immersion, Paris, Opta, Mystère Magazine no 215, décembre 1965
- Dr. Coffee and Philanderer's Brain (1966) Publié en français sous le titre La Troisième Balle, Paris, Opta, Mystère Magazine no 231, avril 1967
- Missing: One Stage-Struck Hippie (1970) Publié en français sous le titre Une hippie folle de théâtre a disparu, Paris, Opta, Mystère Magazine no 278, avril 1971
- Dr. Coffee and the Amateur Angel (1971) Publié en français sous le titre L'Ange sur terre, Paris, Opta, Mystère Magazine no 299, janvier 1973
- Dr. Coffee and the Pardell Case (1972)
- Dr. Coffee and the Whiz Kid (1972)
- Dr. Coffee and the Other Twin (1973)

#### Nouvelle de la sérieInspecteur Prike
- The Dog from Singapour (1941)

#### Autres nouvelles
- Cholera at Bukit Batu (1927)
- Ways That are Dark (1927)
- Hot Saké (1927)
- The Capture of Ping-Chow (1927)
- The Slant Eyed Flapper (1928)
- The Whistling Pigeaons of Peking (1928)
- Tokyo is Tame (1929)
- Burmese Code ou Death in the Night (1929) Publié en français sous le titre Point d'honneur, Paris, Fayard, Le Saint détective magazine no 80, octobre 1961
- The Minamoto Pearl (1929)
- Blossom of Youth (1929)
- God' Country (1929)
- Desire (1929)
- The Fifty-Carat Jinx (1930)
- Bullion from Kozan (1930)
- Both Parts of Valor (1930)
- Red Wine ou To Find a Killer (1930) Publié en français sous le titre In Vino Veritas, Paris, Opta, Mystère Magazine no 16, mai 1949 ; réédition dans Histoires à ne pas fermer l'œil de la nuit (Stories to Stay Awake By), Paris, Presses-Pocket no 1817, 1980
- White Man (1930)
- Tapped Wires (1930)
- The Jungle Short Cut (1930)
- Chefoo Silver (1931)
- Thunder (1931)
- The Sword of Yoritomo (1931)
- Blood on the Sun (1931)
- The Rajah Rallies (1931)
- Flashlight of Dead (1931) Publié en français sous le titre Flash, Paris, Fayard, Le Saint détective magazine no 81, novembre 1961
- The Crimson Egret (1931)
- Night Trick (1931)
- Almost a Sahib (1931)
- Monsoon (1931)
- Water-Front Luck (1931)
- Fifty Dollars Reward (1931)
- Post-Mortem (1932)
- Death at Winchona ou Blow-Down (1932) Publié en français sous le titre La mort frappe à Winchona, Paris, Fayard, Le Saint détective magazine no 78, août 1961
- Hairy Barbarian (1932)
- Hot Sun-Cold Blood (1932)
- Death on the River ou River Pick-Up (1932) Publié en français sous le titre La mort survint au bord du fleuve, Paris, Fayard, Le Saint détective magazine no 5, juillet 1955
- The Tiger of Yezo (1932)
- A Perfect Target (1932) Publié en français sous le titre Une cible parfaite, Paris, Fayard, Le Saint détective magazine no 21, novembre 1956
- No Inquest (1932)
- Open All Night (1932) Publié en français sous le titre Ouvert toute la nuit, Paris, Fayard, Le Saint détective magazine no 42, août 1958
- Wired for Sound (1932)
- The Banana Herder (1932) Publié en français sous le titre Le Planteur de bananes, Paris, Fayard, Le Saint détective magazine no 33, novembre 1957
- Lunatic on Wheels (1932)
- Light Fingers - Red Hands (1933)
- Cold-Weather Cop (1933)
- Ghost Town Gold (1933)
- Afghan Trick (1933)
- Pay Train (1933)
- Fog Over the River (1933)
- One Bad Egg - Over (1934)
- Chinatown Squad (1935)
- Gallant Highway (1935)
- Screen Test (1935)
- Mrs. Macbeth (1935) Publié en français sous le titre Mrs. Macbeth, Paris, Opta, Mystère Magazine no 12, janvier 1949
- Brave Coward (1936)
- Hollywood Staircase (1936)
- The Brown Man's Burden (1936)
- Eyes in the Dark (1936)
- Wild Girl from Borneo (1936)
- Dangerous Welcome ou O'Reilly Sahib (1936) Publié en français sous le titre Devant le peloton d'exécution, Paris, Fayard, Le Saint détective magazine no 51, mai 1959
- Treachery at Point Fear (1936)
- The Mad Yogi of Zarapore (1937) Publié en français sous le titre Le Yogi fou de Zarapore, Paris, Fayard, Le Saint détective magazine no 134, mars 1966
- Whole Hog (1937)
- Pot-Valiant (1937)
- A Life for a Life (1937) Publié en français sous le titre Candidat au suicide, Paris, Opta, Mystère Magazine no 50, mars 1952
- Siren of the Riviera (1937)
- Money for Sale (1938)
- Sunset Voyage (1938)
- The Resounding Skies (1939)
- Appointment in India (1940)
- Crisis in Calcutta (1940)
- The Aldine Folio Murders (1940) Publié en français sous le titre L'Affaire de l'édition Aldine, Paris, Opta, Mystère Magazine no 17, juin 1949
- The Invisible Bridge (1941)
- Midnight Train of Dead ou Midnight Train (1941) Publié en français sous le titre Le Train de la mort, Paris, Fayard, Le Saint détective magazine no 68, octobre 1960
- Bringing Up Babu (1941)
- Solo in Singapour (1941)
- In Vino Veritas ou Perfect Wine (1941) Publié en français sous le titre Un fameux vin, Paris, Opta, Mystère Magazine no 137, juin 1959
- The Initialed Case (1942)
- Reprieve (1943) Publié en français sous le titre Sursis, Paris, Fayard, Le Saint détective magazine no 99, mai 1963 ; réédition dans 25 histoires de chambres closes, éd. Roland Lacourbe, Paris, L'Atalante, 1997
- Cocktails at Blindman's Lake (1948)
- Riviera Renegade (1948) Publié en français sous le titre Le Traître de la Côte d'Azur, Paris, Fayard, Le Saint détective magazine no 26, avril 1957
- The Girl with the Burgundy Lips (1952) Publié en français sous le titre Combinaison malencontreuse, Paris, Opta, Mystère Magazine no 89, juin 1955
- The Man with the Blue Ears (1954) Publié en français sous le titre L'Homme aux oreilles bleues, Paris, Opta, Mystère Magazine no 111, avril 1957
- Summer Love (1955)
- Toast to Victory (1956) Publié en français sous le titre Buvons à la victoire, Paris, Fayard, Le Saint détective magazine no 38, mars 1958
- The Sign of Thunderbolt (1957) Publié en français sous le titre L'Emblème de la foudre, Paris, Fayard, Le Saint détective magazine no 48, février 1959
- Appointement with Death (1958) Publié en français sous le titre Rendez-vous avec la mort, Paris, Fayard, Le Saint détective magazine no 52, juin 1959
- Deadly Error (1958) Publié en français sous le titre Erreur fatale, Paris, Fayard, Le Saint détective magazine no 57, novembre 1959
- Murder by Stars (1959) Publié en français sous le titre La Prédiction des étoiles, Paris, Fayard, Le Saint détective magazine no 73, mars 1961
- Intrigue at Paozan (1960) Publié en français sous le titre Énigme à Paozan, Paris, Fayard, Le Saint détective magazine no 69, novembre 1960
- The Spectre of the Russian Hill Publié en français sous le titre Le Spectre de la colline, Paris, Fayard, Le Saint détective magazine no 91, septembre 1962
- Bait for a Man-Trap (1962) Publié en français sous le titre La Maison sur la falaise, Paris, Fayard, Le Saint détective magazine no 90, août 1962
- The Dead Man Laughed (1963) Publié en français sous le titre Et mourir de rire !, Paris, Fayard, Le Saint détective magazine no 117, novembre 1964
- The Triumph of Chowderhead Doom (1964) Publié en français sous le titre Au quatrième top, Paris, Fayard, Le Saint détective magazine no 112, juin 1964

### Autres ouvrages

#### Biographies et reportages
- Doctor Squibb: The Life and Times of a Rugged Idealist (1958) - biographie du Dr Edward Robinson Squibb, pionnier de la pharmacopée américaine
- My Daughter : Maria Callas (1960) - biographie de la cantatrice, en collaboration avec la mère de la Callas
- Alone No Longer : the Story of a Man who refused to be one of the Living Dead (1963) - récit d'une victime de la lèpre ; en collaboration avec Stanley Stein

#### Ouvrages sur la santé
- Are You Misunderstood ? (1965) - en collaboration avec Harlan Logan
- Understanding your Body (1968)
- Wake up your Body (1970)

## Prix et distinctions
- Edgar 1951 de la meilleure nouvelle policière pour Diagnosis : Homicide